# Кораблинов, Яков Минич
Яков Минич Кораблинов (Караблинов) (1789 — после 1837) — российский деятель образования, экстраординарный профессор Казанского университета, надворный советник (1833).

## Биография

### Образование
Сын священника. Первоначальное образование получил в Воронежской семинарии, затем слушал исторические и политические науки в Московском университете, и богословие — в Московской духовной академии. В 1811 году отправлен в Воронежскую семинарию для приготовления к учительской должности, и учительствовал в ней (преподавая греческий и немецкий языки) до 1817 года, когда был отправлен в Петербургскую духовную академию «для образования высшим наукам». В 1821 году, признанный старшим кандидатом с правом без экзамена на звание магистра, назначен в Волынскую семинарию профессором по классу физико-математических наук. 

### В Казанском университете
Уволенный в октябре 1823 от службы в семинарии и из духовного ведомства, Кораблинов приобрёл расположение тогдашнего попечителя казанского учебного округа М. Л. Магницкого и по представлению последнего, без выбора университетским советом, 10 мая 1824 был назначен экстраординарным профессором политической экономии и дипломатики в Казанском университете. 
13 мая 1824 ему было поручено преподавание латинского языка; 4 марта 1825 он перемещён на кафедру латинского языка, с поручением читать политическую экономию и дипломатику. Кроме того, с 4 апреля 1825 по 4 июня 1826 преподавал, по поручению совета, философию за отсутствием профессора философии Сергеева. Известно, что курс дипломатики читал по Мартенсу.
15 июля 1825 утверждён деканом нравственно-политического отделения. С 3 октября 1825 по 7 августа 1826 исправлял должность секретаря совета. С 30 июня 1827 по 4 июня 1831 был членом училищного комитета. В 1832 году был в командировке для обозрения училищ Саратовской и Пензенской губерний. 27 января 1834 уволен от преподавания политической экономии и дипломатики. 

### Закат карьеры
Не имея учёных заслуг и держась в университете лишь благодаря покровительству Магницкого, Кораблинов, по удалении последнего от должности, стал заводить всяческие интриги, в намерении убедить начальство, что университет падает после удаления Магницкого и в научном отношении и, главное, в смысле благонадёжности. Он доносил, что профессор Сергеев распространяет среди молодёжи Handbuch der Philosophie Круга, содержащую возмутительные идеи, а ректор Фукс потворствует Сергееву. Но эти интриги не имели серьезных последствий. Новый попечитель, M. Н. Мусин-Пушкин, указывая на необходимость освежить состав профессоров Казанского университета, так аттестовал Кораблинова министру народного просвещения Уварову (7 августа 1835): «мало обращает внимания на успехи учащихся. Он посвятил себя сельскому хозяйству. Это, а не преподавание, составляет главное его занятие. Полезно было бы его уволить». Кораблинов почуял непрочность своего положения при новом попечителе, подал прошение об увольнении и был уволен с пенсией 1 августа 1837 года.

## Труды
В рукописном фонде Библиотеки Казанского университета отложилась рукопись лекций Кораблинова «Народное право» (читаны в 1828—1829 годах).